# Trop (retorik)
För andra betydelser, se Trop.
Trop är ett begrepp inom retoriken innefattande en rad olika språkliga medel av semantisk karaktär. Troperna är skilda från figurerna som fungerar mer i kraft av sin form. 

## Definition
Trop kommer från det antika grekiska τρόπος, tropos, med översättning "vridning"/"vändning". Inom retoriken betecknar trop ett bildligt uttryck. Tropen är ett uttryck som förändrar ordens vanliga mening och framställer dem som något annat. Syftet med troper är att få lyssnaren att se saker med nya ögon och att närma sig talarens verklighetsuppfattning.

## Historia
Troper är indelade i fyra huvudtroper. Man kan härleda uppdelningen till Pierre de la Ramée. Däremot är det den italienske filosofen och retorikern Giambattista Vicos verk Den nya vetenskapen (1744) som främst är känd för sin uppdelning av troper. Vico laborerar med fyra huvudtroper, under vilka andra typer av troper kategoriseras. Uppdelningen i modern retorikhistoria har Kenneth Burke tagit upp; han kallar de fyra troperna ”the four master tropes”: metafor, metonymi, synekdoke och ironi.

## Tropers funktion
Troper är ofta nära förknippade med partesmodellens tredje steg elocutio. Elocutio är den språkliga utformningen av ett tal eller en text. Att smycka sin text med troper är inte ovanligt, men retorikens främsta syfte med bruk av troper är att använda dem rationellt och taktiskt. Retorn använder troper för att uppnå ett särskilt syfte.

### Exempel på funktion

#### Pedagogiskt
Troper förtydligar eller förklarar. Växthuseffekten är ett exempel på en trop som används för att förklara något mycket mer komplext. Tropen förklarar att den globala uppvärmningen fungerar som ett växthus, vilket förtydligar processen av global uppvärmning.

#### Utsmyckning av text
Att smycka texter med troper är inte enbart vackert utan uppnår ofta ett särskilt syfte. Dels skapar man en större variation i språket vilket minskar risken för tristess. Vi kan även genom troper välja vilka känslor vi vill ska synas i text eller tal. Genom att beskriva den vi älskar som en ros väcker vi en känsla genom att visa bilden vi liknar den vi älskar. Bilden av en ros väcker känslor som sedan förstärker känslor för det den liknas med. Likaså när det gäller att förminska känslor. Genom att låta det konkreta göras om till något abstrakt dämpas känslorna.

## Exempel på troper
- Livet är som en väg (liknelse)
- Han är en riktig buffel (metafor)
- Jag läser Marklund. (metonymi)
- Han är en riktig dörrmatta (metafor)